# ジェイコム九州
株式会社ジェイコム九州（ジェイコムきゅうしゅう）は、福岡県福岡市中央区に本社を置き、ケーブルテレビ（同時再放送、自主放送）と電気通信事業（インターネット接続、IP電話）を主たる業務とし、有線一般放送（ケーブルテレビ局）を運営する一般放送事業者および電気通信事業者である。JCOM株式会社（J:COM）の連結子会社であり、会社呼称は「J:COM 九州」である。

## 沿革
- 1989年（平成元年）10月20日 - 株式会社ケーブルステーション北九州として設立。
- 1999年（平成11年）8月1日 - 北九州ケーブルテレビ株式会社を吸収合併。
- 2011年（平成23年）1月1日 - 株式会社ジェイコム福岡を吸収合併。
- 2016年（平成28年）4月1日 - 株式会社ジェイコム熊本を吸収合併[2]。
- 2019年（平成31年）2月1日 - J:COM 福岡エリアにおいて、「J:COM NET 1Gコース」の提供開始[3]。

## 事業所
- 本社 - 福岡県福岡市中央区那の津3丁目13番10号
- 福岡営業事務所 - 福岡県福岡市中央区那の津3丁目13番10号（本社内）
- 北九州営業事務所 - 福岡県北九州市八幡東区東田1丁目6番7号
- 宗像営業事務所（インフォプラザ宗像）- 福岡県宗像市曲1640番の2
- 熊本営業事務所 - 熊本県熊本市中央区九品寺5丁目8番2号

## 提供区域内自治体

### J:COM 福岡
- 福岡県
  - 福岡市
    - 東区、博多区、中央区、早良区、西区、城南区、南区

  - 古賀市、糸島市
  - 糟屋郡
    - 新宮町、粕屋町

### J:COM 北九州
- 福岡県
  - 北九州市
    - 小倉北区、小倉南区、門司区、戸畑区、若松区、八幡東区、八幡西区

  - 宗像市、福津市、中間市
  - 遠賀郡
    - 水巻町、遠賀町、岡垣町

### J:COM 熊本
- 熊本県
  - 熊本市
    - 中央区、北区、東区、南区、西区

  - 合志市
  - 菊池郡
    - 菊陽町

  - 上益城郡
    - 益城町

## 業務内容
- 2019年（平成31年）1月1日現在。

統一サービス
1. J:COM TV（テレビ放送サービス[注 1]）
  1. 双方向機能（STBインターネット接続サービス）
  2. インタラクTV（STBテレビ向け情報サービス）
  3. ナビシェル（STB向けご案内画面サービス）
  4. J:COMオンデマンド（VODサービス）
  5. リモート録画予約（番組録画予約）
  6. ジェイコム マガジン（番組ガイド誌）
  7. J:COMチャンネル（第一コミュニティチャンネル）
  8. J:COMテレビ（第二コミュニティチャンネル）
2. J:COM NET（インターネット接続サービス）
  1. ZAQ（インターネットサービスプロバイダ）
  2. J:COM WiMAX 2+（4G（WiMAX）サービス[注 2]）
3. J:COM PHONE（固定電話（CATV電話）サービス）
  1. J:COM PHONE プラス（VoIP方式（プライマリ電話）サービス）[注 3]）
4. J:COM 電力
5. J:COM MOBILE（4G（LTE）サービス[注 4]）

付加サービス
- J:COM 緊急地震速報

### J:COM TV

#### 地上デジタル放送・FMラジオ
- J:COM 福岡

- J:COM 北九州

- J:COM 熊本

## コミュニティチャンネル
- J:COM 福岡

- J:COM 北九州

- J:COM 熊本